# تيبرينولول
تيبرينولول وهو أحد حاصرات المستقبل بيتا الودي.